# Xie Tian
Xie Tian (谢添S, Xiè TiānP; Tientsin, 18 giugno 1914 – Pechino, 13 dicembre 2003) è stato un attore e regista cinese.
In occasione del centenario della nascita dell'industria cinematografica in Cina nel 2005, la China Film Performance Art Academy lo ha inserito nella lista dei "100 migliori attori in 100 anni di cinema cinese".